# Göybulaq
Göybulaq è un comune dell'Azerbaigian situato nel distretto di Şəki. Conta una popolazione di 370 abitanti.